# Masacre de Zhanaozen
La Masacre de Zhanaozén o Janaozén tuvo lugar en la provincia de Mangystau en Kazajistán entre el 16 y el 17 de diciembre de 2011. Por lo menos 14 protestantes murieron a manos de la policía en el pueblo petrolero de Janaozén cuando se enfrentaron en el día de la independencia de ese país. Las violencia se extendió a otros pueblos del óblast en esos días.

## Antecedentes

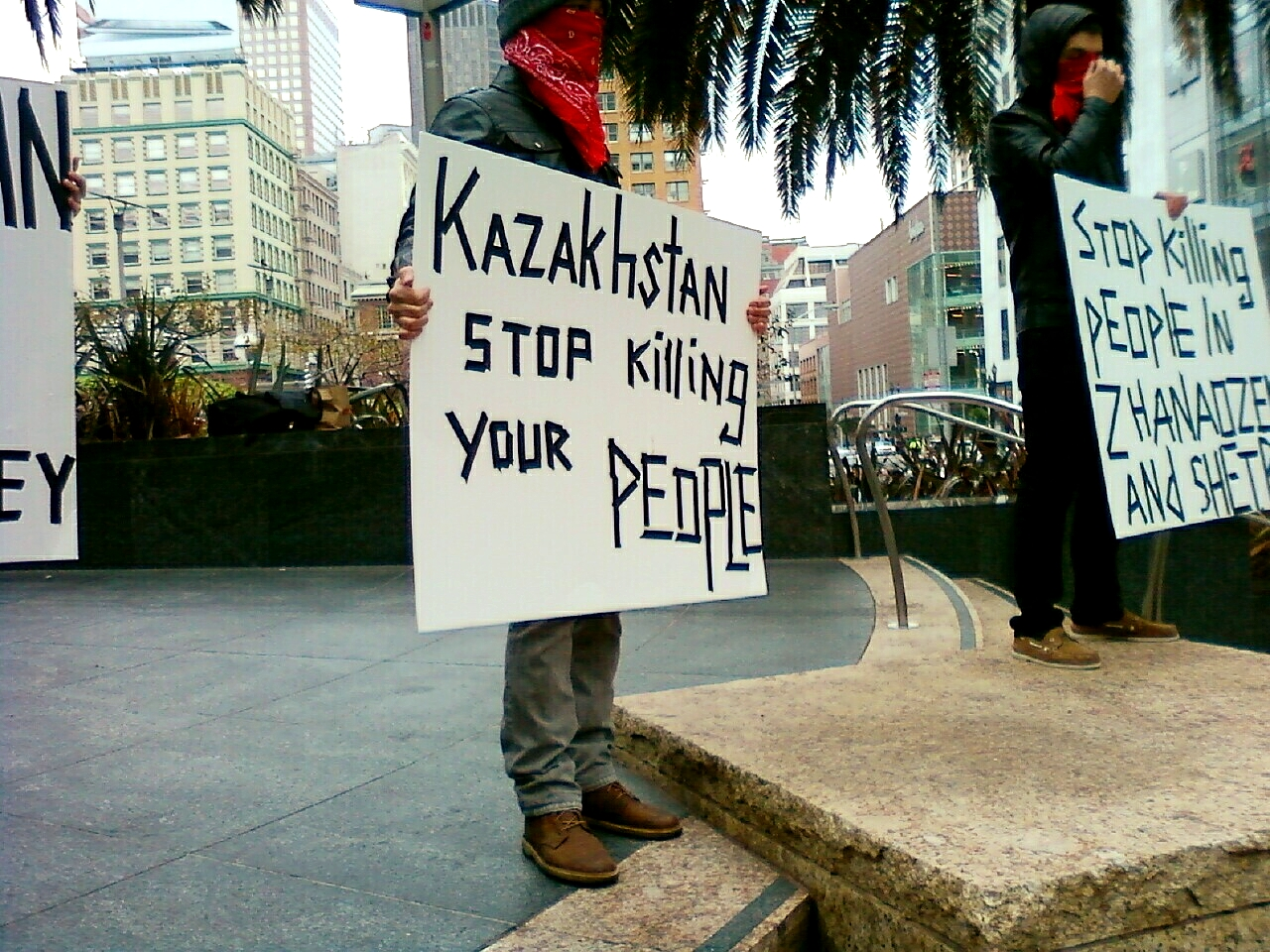
Manifestantes en San Francisco, EE. UU. protestando en contra del gobierno kazajo por la Masacre de Janaozén el 18 de diciembre de 2011. La pancarta en el centro dice: "Kazajistán, deja de matar a tu pueblo".

Janaozeén ha sido descrita como "una ciudad monoproductora (...) centrada en el viejo pozo petrolero de Uzén". En mayo de 2011, trabajadores del pozo petrolero de Ozenmunaigás entraron en huelga debido a una compensación por trabajos peligrosos no pagada y para exigir sueldos más altos y mejores condiciones laborales. La huelga fue declarada ilegal por las cortes locales y la empresa petrolera estatal despidió a casi 1000 empleados.  Poco después, algunos de los trabajadores desempleados ocuparon la plaza principal de la ciudad como protesta, demandando mejor representación sindical y reconocimiento de los derechos de los trabajadores. La protesta continuó por meses sin intervención alguna por parte del gobierno. Según Radio Free Europe, la protesta se hizo más grande, "los manifestantes se mostraron furiosos por lo que ellos vieron como una violación de sus derechos laborales y de negociación colectiva por parte del gobierno". A mediados de diciembre, algunos trabajadores comenzaron a pedir el derecho de poder formar partidos políticos independientes de la influencia del gobierno.

## La masacre
El 16 de diciembre, hubo enfrentamientos entre los manifestantes y la policía cuando esta última trataba de desalojarlos de la plaza principal en vista de las celebraciones por el Día de la Independencia. Los activistas afirman que las fuerzas de seguridad dispararon en contra de protestantes desarmados. Las autoridades indican que "bandidos" habían infiltrado la manifestación e iniciaron los disturbios, proporcionando videos como evidencia de su versión de los hechos. Según fuentes oficiales, once personas murieron, pero fuentes en la oposición ponen esta cifra en varias docenas. El fiscal general Ashat Daulbayev afirmó que "civiles, que se habían congregado en la plaza principal para celebrar el 20 aniversario de la independencia del país, fueron atacados por un grupo de delincuentes". El canal kazajo de la oposición, K-Plus, mostró el principio de la violencia, cuando hombres aparentando ser trabajadores petroleros se subieron al escenario, empujaron a los oradores y empujaron a los civiles antes de que la policía llegara. En la violencia que siguió, oficinas del gobierno local, un hotel y una oficina de la compañía petrolera estatal fueron incendiados según Daulbáyev. Ochenta y seis personas resultaron heridas como consecuencia de los enfrentamientos según fuentes oficiales. Debido a que no había suficientes camas de hospital en Janaozén, muchos de los heridos fueron llevados a Arktau, a unos 150 kilómetros del lugar de los hechos.
Varios testigos oculares describieron la situación diciendo que las personas "corrían y se caían, corrían y se caían" y la policía "hizo llover balas sobre las personas". Un testigo dijo: "normalmente solo vemos en las películas las líneas de soldados con sus armas listas... pero cuando las ves con tus propios ojos, es una experiencia completamente diferente. Especialmente cuando lo que estás viendo es la policía anti-motines OMÓN, vestidos todos de negro, construyendo una barricada y golpeando sus porras contra sus escudos.

## Respuesta
En la noche del 16 de diciembre, la policía en la capital Almatý arrestó a los activistas que estaban protestando en contra de las muertes en Janaozen. Los trabajadores de los pozos petroleros de Kalamkas y Karazhanbas también iniciaron protestas y se declararon en huelga en respuesta a los eventos ocurridos en Janaozén.
El 17 de diciembre, un grupo de hombres en la aldea de Shetpe cerca de Aktau bloquearon y dañaron una riel de tren.  También se reportaron disturbios en otros pueblos y ciudades del óblast.
El presidente Nursultán Nazarbáyev visitó la provincia de Magystau varios días después del inicio de las hostilidades. El 22 de diciembre, mientras se encontraba en Arkau, dijo que despediría a su nuero, Timur Kulibáyev, por la forma en la que manejó la crisis. Kulibáyev administraba el fondo de la riqueza soberana del país, Samruk-Kazyna, el cual maneja varios activos estatales, incluyendo la empresa estatal KazMunaiGas.
Nazarbáyev despidió a varios funcionarios locales para castigarlos por su participación en la masacre. Varios oficiales de policía que fueron acusados de disparar en contra de los manifestantes fueron arrestados. Además, el gobernador de la región renunció, y Nazarbáyev lo reemplazó por el exministro del interior. Nazarbáyev también despidió a los directores de la empresa petrolera estatal, Kazmunaigaz (KMG) y su unidad de producción. El 26 de diciembre, también prometió destituir a su nuero, el cual se creía era su más claro sucesor. Nazarbáyev también decretó un estado de emergencia y un toque de queda de 20 días en Janaozén.

### Investigaciones
El 9 de enero de 2012, se indicó que seis órganos del gobierno kazajo, "incluyendo la comisión pública, la agencia gubernamental compuesta de voluntarios civiles y funcionarios gubernamentales, y varias otras creadas por el gobierno", llevarían a cabo investigaciones sobre la masacre de Janaozén. Las autoridades kazajas afirmaron que habían pedido a las Naciones Unidas que participen en las investigaciones, pero un portavoz de la oficina del secretario general dijo que la Oficina del Alto Comisionado de las Naciones Unidas para los Derechos Humanos "no había sido invitado o recibido una solicitud para ayudar en la investigación".
En mayo de 2012, se llevó a cabo un juicio en contra de los manifestantes en Arkau. Muchos de los acusados se quejaron de que habían sido abusados físicamente, e incluso torturados, mientras eran interrogados y se encontraban bajo custodia policial.  Algunos de los testigos también dijeron haber sido amenazados por la policía para que ofrezcan testimonios falsos.  Varias figuras de la oposición fueron arrestadas en conexión con las protestas, incluyendo al periodista Zhanbolat Mamay, el político Serik Sapargali, el líder de la Opción Democrática de Kazajistán, Vladímir Kozlov, y el director de teatro Bolat Atabáiev.
 Human Rights Watch condenó los arrestos, indicando que "si las autoridades kazajas pueden probar que estas figuras políticas estuvieron involucradas en los violentos actos de Janaozen, entonces no deberían tener que recurrir a acusaciones criminales vagas e indefinidas para encarcelarlos... Los cargos por "incitar a la discordancia social" deberían ser retirados de inmediato y aquellas personas para las cuales no exista evidencia de que hayan cometido actos de violencia debería ser liberadas".  El grupo anti-censura ARTICLE 19 describió a los cargos como "falsos" y "alarmantes", advirtiendo que los arrestos de Atabáiev y otros tendría "un efecto negativo en la libertad de expresión en Kazajistán". Amnistía Internacional describió a los cargos en contra de Atabáiev como "falsificados", nombrándolo un prisionero de conciencia, "detenido simplemente por ejercer su derecho a la libertad de expresión".